# Marathon City
Marathon City est un village du comté de Marathon, dans l'État du Wisconsin, aux États-Unis. En 2020, il comptait une population de 1 576 habitants.